# همدان (تعز)
همدان هي إحدى قرى الجمهورية اليمنية. تتبع جغرافيا لمحافظة تعز وإداريًا لمديرية خدير. يبلغ تعداد سكانها 2996 نسمة حسب الإحصاء الذي أجري عام 2004.